# Füredi Mór
Füredi Mór, 1883-ig Führer Mór (Sátoraljaújhely, 1863. november 5. – Budapest, 1929. július 18.) ügyvéd, író, hírlapíró. Füredi Ignác tanár, író fia.

## Élete
Jogi tanulmányait a Budapesti Tudományegyetem Jog- és Államtudományi Karán végezte. Pályáját törvényszéki tudósítóként kezdte. A Pesti Napló törvényszéki rovatvezetője volt, majd több fővárosi lap munkatársa (Nemzeti Ujság, Egyetértés, Magyar Hírlap, Pesti Napló), melyekbe jogi és szépirodalmi cikkeket írt. Cikkei megjelentek a Szalonban és jogi szaklapokban is.

## Művei
- Kacagó Themisz (humorisztikus törvényszéki karcolatok, Budapest, 1888)